# فرهنگ رجایی
فرهنگ رجایی (زادهٔ ۱۳۳۱ در اراک) مترجم و نویسنده و پژوهشگرِ علوم سیاسی اهلِ ایران است.

## پیشینه
فرهنگ رجایی استاد تمامِ گروهِ فلسفه سیاسی و روابط بین‌الملل دانشگاه کارلتون و رئیس دانشکده علوم انسانی این دانشگاه است. او دوره کارشناسی را در دانشگاه تهران، کارشناسی ارشد را در دانشگاه اوکلاهما و دکتری را در دانشگاه ویرجینیا گذراند. چندین کتاب اعم از تألیف و ترجمه و نیز مقالات بسیاری به فارسی و انگلیسی در مجلات علمی-پژوهشی ایرانی و خارجی از او منتشر شده است. مخاطبان ایرانی بیشتر او را با ترجمه کتاب «فلسفه سیاسی چیست؟» اثر لئو اشتراوس می‌شناسند.
وی از محضر اساتیدی چون حمید عنایت، چارلز تیلور، کنت تامپسون و اینیس کلاود بهره برده است و با یک واسطه شاگرد هانس مورگنتا بوده است.

### تألیف به فارسی
- معرکه جهان‌بینی‌ها در خردورزی سیاسی و هویت ما ایرانیان، تهران: احیاء کتاب، ۱۳۷۳.
- تحول اندیشه سیاسی در شرق باستان، تهران: قومس، ۱۳۷۵.
- گنج سوخته: پژوهشی در موسیقی عهد قاجار، فرهنگ رجایی، تهران: احیاء کتاب، ۱۳۸۱.
- ان‍دی‍ش‍ه س‍ی‍اس‍ی م‍ع‍اص‍ر در ج‍ه‍ان ع‍رب از ق‍رارداد پ‍اس‍ارووی‍ت‍ز ت‍ا ق‍رارداد غ‍زه – اری‍ح‍ا، ت‍ه‍ران: م‍رک‍ز پ‍ژوه‍ش‌های ع‍ل‍م‍ی و م‍طال‍ع‍ات اس‍ت‍رات‍ژی‍ک خ‍اورم‍ی‍ان‍ه، ۱۳۸۱.
- مشکله هویت ایرانیان امروز: ایفای نقش در عصر یک تمدن و چند فرهنگ، تهران: نشر نی، ۱۳۸۵.
- بازیگری در باغ هویت ایرانی: سرنمونی حافظ، تهران: نشر نی، ۱۳۹۶.
- اندیشه و اندیشه‌ورزی، تهران: انتشارات فرهنگ جاوید، ۱۳۹۸.

### تألیف به انگلیسی
- Islam and sovereignty: The notion of the guardianship of the FaqiÌ„h in the thought of major ShiÌ„Ê»iÌ„ FuqahaÌ„ by Farhang Rajaee, 1983.
- Islamic Values and World View: Khomeyni on Man, the State and International Politics (American Values Projected Abroad) by Farhang Rajaee, 1987.
- Farhang Rajaee, ed. , The Iran-Iraq War: The Politics of Aggression, University Press of Florida, 1993.
- Farhang Rajaee (ed.) Iranian Perspectives on the Iran–Iraq War (University Press of Florida, 1997.
- Globalization on Trial: The Human Condition and the Information Civilization by Farhang Rajaee, 2000.
- Islamism and Modernism: The Changing Discourse in Iran (CMES Modern Middle East Series), 2007.
- Kenneth W. Thompson, The Prophet of Norms: Thought and Practice, Palgrave Macmillan, 2013.

### ترجمه
- ف‍ه‍م ن‍ظری‍ه‌ه‍ای س‍ی‍اس‍ی، ت‍وم‍اس اس‍پ‍ری‍گ‍ن، ت‍رج‍م‍ه ف‍ره‍ن‍گ رج‍ای‍ی، تهران: آگ‍اه، ۱۳۶۵.
- ق‍درت: ف‍ر ان‍س‍ان‍ی ی‍ا ش‍ر ش‍ی‍طان‍ی، وی‍راس‍ت‍ه اس‍ت‍ی‍ون ل‍وک‍س، ت‍رج‍م‍ه ف‍ره‍ن‍گ رج‍ای‍ی، ت‍ه‍ران: م‍وس‍س‍ه م‍طال‍ع‍ات و ت‍ح‍ق‍ی‍ق‍ات ف‍ره‍ن‍گ‍ی، ۱۳۷۰.
- ارزی‍اب‍ی س‍ازم‍ان‍ه‍ای ب‍ی‍ن‌ال‍م‍ل‍ل‍ی در ق‍رن ب‍ی‍س‍ت‍م، ای‍ن‍ی‍س ل. ک‍لاد، ت‍رج‍م‍ه ف‍ره‍ن‍گ رج‍ایی، ت‍ه‍ران: دف‍ت‍ر ن‍ش‍ر ف‍ره‍ن‍گ اس‍لام‍ی‏‫، ۱۳۷۲.
- فلسفه سیاسی چیست؟، لئو اشتراوس، ترجمه فرهنگ رجایی، تهران: علمی و فرهنگی، ۱۳۷۳؛ ویراست دوم با عنوان «‏‫فلسفه سیاسی: مقالاتی منتخب»، ترجمه و تحشیه فرهنگ رجایی، ۱۳۹۷.
- ب‍ن‍ی‍ادگ‍رای‍ی ص‍ه‍ی‍ون‍ی‍س‍ت و ه‍ن‍دو، ت‍رج‍م‍ه [و گ‍ردآوری] اح‍م‍د ت‍دی‍ن، ف‍ره‍ن‍گ رج‍ای‍ی، ت‍ه‍ران: ه‍رم‍س، ۱۳۷۸.
- ه‍ن‍دوی‍ی‍س‍م س‍ازم‍ان‌ی‍اف‍ت‍ه: از ح‍ق‍ای‍ق ودای‍ی ت‍ا م‍ل‍ت ه‍ن‍دو، دان‍ی‍ل گ‍ل‍د، ت‍رج‍م‍ه ف‍ره‍ن‍گ رج‍ایی، ت‍ه‍ران: ه‍رم‍س، ۱۳۷۸.
- پست‌مدرنیسم: منطق فرهنگی سرمایه‌داری متأخر، فردریک جیمسون و دیگران، ترجمه مجید محمدی، فرهنگ رجایی، فاطمه گیوه‌چیان، تهران: هرمس، ۱۳۷۹.
- زندگی فضیلت‌مند در عصر سکولار، چارلز تیلور، ترجمه فرهنگ رجایی، تهران: آگاه، ‏‫۱۳۹۳.
- محبت و آگوستین قدیس، هانا آرنت. تهران: پارسه. ۱۴۰۰.
- تمدن و سرمایه‌داری، فرنان برودل. تهران: علمی و فرهنگی. ۱۴۰۲.
- سیاست: هانا آرنت و فرهنگ رجایی، گردآورنده و مترجم فرهنگ رجایی، تهران: نگارستان اندیشه، ۱۴۰۳
- قدرت: هانا آرنت، میشل فوکو، ماکس وبر و دیگران، به انتخاب و ترجمهٔ فرهنگ رجایی، تهران: نگارستان اندیشه، ۱۴۰۳